# 岩戸孝樹
岩戸 孝樹（いわと たかき、1966年7月23日 - ）は、日本中央競馬会 (JRA) 美浦トレーニングセンターに所属している調教師で、元騎手。

## 来歴
1985年3月美浦・山崎彰義厩舎所属の騎手としてデビュー。競馬学校を卒業した最初の世代（第1期生）であり、同期には柴田善臣、石橋守などがいる。
途中フリー転向を一度挟み、デビュー当初所属した山崎厩舎の他、鈴木伸尋厩舎にも籍を置いたが、現役生活16年間で重賞勝利や表彰等の特筆すべき実績は無く、2000年2月調教師免許の取得に伴い現役を引退。騎手成績は中央通算1909戦83勝、地方通算31戦1勝であった。
その後、技術調教師研修などを経て2002年3月、定年解散となった山崎彰義厩舎を引き継ぐ形で厩舎を開業。競馬学校騎手課程を卒業した騎手として初の調教師となる。
開業初年度こそ7勝に終わったものの、以後は勝利数を2桁を維持し続け、2007年11月に管理馬であるフサイチアソートが東京スポーツ杯2歳ステークスを制し開業6年目で重賞初勝利を達成。その翌年の京王杯2歳ステークスで通算100勝を2度目の重賞勝利で飾っている。2016年10月29日の新潟10Rで勝利しJRA通算200勝を達成。
2021年7月29日付で、大塚海渡騎手への暴行により罰金刑を受けた木村哲也調教師が、JRAより裁定委員会の議定があるまで調教停止処分を受けたことに伴い、ステルヴィオなど木村厩舎の全管理馬67頭が岩戸厩舎に転厩となり、JRAより28馬房の臨時貸付を受けた（10月31日まで）。同年12月26日の阪神5Rで勝利しJRA通算300勝を達成した。
2025年4月19日、中山グランドジャンプをエコロデュエルで制し、平地・障害を通じてGI初制覇を果たした。

## 騎手成績
| 通算成績 | 1着 | 2着 | 3着 | 騎乗数 | 勝率 | 連対率 |
| -------- | --- | --- | --- | ------ | ---- | ------ |
| 平地     | 83  | 122 | 140 | 1909   | .043 | .107   |

|            | 日付          | 競走名         | 馬名           | 頭数 | 人気 | 着順 |
| ---------- | ------------- | -------------- | -------------- | ---- | ---- | ---- |
| 初騎乗     | 1985年3月2日  | -              | セッテフローラ | 11頭 | -    | 6着  |
| 初勝利     | 1985年3月24日 | -              | タイウイナー   | -    | -    | 1着  |
| 重賞初騎乗 | 1989年9月17日 | タマツバキ記念 | セッテノベラ   | 12頭 | 3    | 12着 |

### 主な騎乗馬
- セッテノベラ（1988年アラブ大賞典など、アラブ系オープン特別競走3勝）
- タイジョイナー（1990年ラジオたんぱ賞3着）

## 調教師成績
|            | 日付           | 競馬場・開催  | 競走名               | 馬名               | 頭数 | 人気 | 着順 |
| ---------- | -------------- | ------------- | -------------------- | ------------------ | ---- | ---- | ---- |
| 初出走     | 2002年3月2日   | 1回中山3日7R  | 4歳上500万下         | デルマアベンヌ     | 16頭 | 15   | 15着 |
| 初勝利     | 2002年3月10日  | 1回中京4日6R  | 4歳上500万下         | コールミークイーン | 16頭 | 8    | 1着  |
| 重賞初出走 | 2003年8月3日   | 2回新潟6日11R | 関屋記念             | クロンヌドール     | 16頭 | 16   | 13着 |
| 重賞初勝利 | 2007年11月17日 | 5回東京5日11R | 東京スポーツ杯2歳S   | フサイチアソート   | 15頭 | 9    | 1着  |
| GI初出走   | 2004年4月17日  | 3回中山7日11R | 中山グランドジャンプ | フサイチジハード   | 15頭 | 4    | 中止 |
| GI初勝利   | 2025年4月19日  | 3回中山7日11R | 中山グランドジャンプ | エコロデュエル     | 12頭 | 5    | 1着  |

### 主な管理馬
太字はGI級競走
- フサイチアソート（2007年東京スポーツ杯2歳ステークス）
- ゲットフルマークス（2008年京王杯2歳ステークス）
- ラヴアンドポップ（2020年東京ジャンプステークス、2021年東京ハイジャンプ）
- ジオグリフ（2021年札幌2歳ステークス）
- ファインルージュ（2021年紫苑ステークス）
- リュウノユキナ（2023年東京スプリント）
- エコロデュエル（2023年京都ジャンプステークス、2025年中山グランドジャンプ）

出典:

## 主な厩舎所属者
- 柴田大知（2006年-2008年 騎手）